# Orkiestra Artura Golda i Jerzego Petersburskiego
Orkiestra Artura Golda i Jerzego Petersburskiego – orkiestra taneczna założona około 1925 roku przez Artura Golda i Jerzego Petersburskiego. Oprócz nich do orkiestry należeli m.in.: Bronisław Bykowski, Bazyli Jakowenko, Kazimierz Roczyński oraz Leon Szulc. Zespół zakończył działalność około 1935 roku.

## Historia
Orkiestra taneczna zorganizowana najprawdopodobniej w początkach 1925 roku przez Artura Golda i Jerzego Petersburskiego. Wzorowana na orkiestrach zagranicznych (np. na zespole Barnabasa von Geczy’ego), specjalizujących się w wykonywaniu tang argentyńskich i muzyki tanecznej o charakterze salonowym, wykonywała także muzykę jazzową, zbliżoną w stylu do orkiestry Paula Whitemana. Początkowo był to kwintet, zaś pod koniec działalności orkiestra stanowiła sekstet. Grali na skrzypcach, fortepianie, akordeonie, perkusji, dwóch saksofonach, trąbce, puzonie oraz banjo. Do pierwszego składu orkiestry należeli następujący muzycy: Jerzy Petersburski – fortepian i dyrekcja, Bronisław Bykowski – skrzypce, Artur Gold – skrzypce i dyrekcja, Bazyli Jakowenko – kontrabas, Kazimierz Roczyński – perkusja, Leon Szulc – banjo. Około 1929 roku w zespole było dwóch akordeonistów (bandoneonistów), pianista, skrzypek, wiolonczelista i kontrabasista. Niestety, ustalenie nazwisk wszystkich muzyków, którzy grali w orkiestrze, jest już dzisiaj niemożliwe.
Orkiestra ta – jedna z pierwszych tego rodzaju w Polsce – odegrała dużą rolę w życiu muzycznym Warszawy w latach dwudziestych. Stała się znana dzięki występom w lokalach tanecznych (np. „Oaza”), w operetce w teatrze „Nowości” przy ul. Bielańskiej (w 1925 roku występowała tam w dwóch inscenizacjach operetek – Maricy Imre Kálmána oraz Orłowej Bruna Granichstaedtena), w teatrach rewiowych (Qui Pro Quo, Perskie Oko), Dolinie Szwajcarskiej itp.
Wizytówką zespołu była piosenka Gdy Petersburski razem z Goldem gra, jazzbandu te Ajaksy dwa. Pochodziła z finału rewii Ostatnia nagość wystawionej w Qui Pro Quo (jej bohaterem była właśnie orkiestra Golda i Petersburskiego). O ogromnej popularności zespołu może świadczyć fakt, że w 1925 roku została uwieczniona przez malarza Feliksa Jabłczyńskiego (obraz znajduje się obecnie w zbiorach Muzeum Warszawy). Była pierwszą polską orkiestrą nagrywającą do mikrofonu. Pod koniec lat dwudziestych zorganizowana na nowo, jako Orkiestra Harmonistów Artura Golda i Jerzego Petersburskiego, dokonała bardzo wielu nagrań dla Syreny Rekord, występowała również w Polskim Radiu. W repertuarze miała przede wszystkim tanga argentyńskie (Orkiestra Tangowa).
Na przełomie 1929 i 1930 roku zespół zakończył działalność, ale w pewnych okresach był reaktywowany, np. w Sylwestra 1934 roku grał na balu Syndykatu Kopalnianego w Katowicach, następnie w karnawale 1935 roku w warszawskiej „Adrii”, również w 1935 roku grał bardzo często muzykę lekką ze studia Polskiego Radia.
Mimo że działające później w Polsce inne orkiestry taneczne (np. Henryka Warsa, Ady’ego Rosnera czy Franciszka Witkowskiego) stały na dużo wyższym poziomie, to jednak właśnie zespół Artura Golda i Jerzego Petersburskiego – obok formacji Zygmunta Karasińskiego i Szymona Kataszka – jest do dziś legendą tamtych czasów.
Na płytach Syreny Rekord, nagranych przez zespół w latach 1926–1929, dominują w pierwszym okresie utwory w szybkich rytmach, przeniesione z rewii, w których grała orkiestra; później zespół wyspecjalizował się w tangach argentyńskich i nagrywał prawie wyłącznie taki repertuar; utrwalił także amerykańską muzykę taneczną oraz tzw. „szwedzkie walce”.
Jak się wydaje, kresem istnienia orkiestry był rok 1935.